# 六分儀座26
六分儀座26，又名CD-2314625，HD 172546、SAO 187146、HR 7011，是六分儀座的一颗恒星，视星等为6.23，位于銀經10.51，銀緯-8.64，其B1900.0坐标为赤經18h 35m 45.7s，赤緯-23° -8.64′ 35″。